# Episodi di Justice (serie televisiva 1971) (terza stagione)
La terza stagione della serie televisiva Justice è stata trasmessa in anteprima nel Regno Unito dalla ITV tra il 17 maggio 1974 e il 16 agosto 1974.
| nº | Titolo originale           | Titolo italiano | Prima TV Regno Unito | Prima TV Italia |
| -- | -------------------------- | --------------- | -------------------- | --------------- |
| 1  | Trial for Murder           |                 | 17 maggio 1974       |                 |
| 2  | The Price of Innocence     |                 | 24 maggio 1974       |                 |
| 3  | Duty of Care               |                 | 31 maggio 1974       |                 |
| 4  | Growing Up                 |                 | 7 giugno 1974        |                 |
| 5  | The Very Fine Line of Duty |                 | 21 giugno 1974       |                 |
| 6  | It's Always a Gamble       |                 | 28 giugno 1974       |                 |
| 7  | Matrimonial Malice         |                 | 5 luglio 1974        |                 |
| 8  | Persona Non Grata          |                 | 12 luglio 1974       |                 |
| 9  | Twice the Legal Limit      |                 | 19 luglio 1974       |                 |
| 10 | Under Suspicion            |                 | 26 luglio 1974       |                 |
| 11 | Decisions, Decisions       |                 | 2 agosto 1974        |                 |
| 12 | Point of Death             |                 | 9 agosto 1974        |                 |
| 13 | Collision Course           |                 | 16 agosto 1974       |                 |